# Jiazi, Hainan
Jiazi är en köpinghuvudort i Kina. Den ligger i provinsen Hainan, i den södra delen av landet, omkring 51 kilometer söder om provinshuvudstaden Haikou. Antalet invånare är 22 273. Befolkningen består av 10 494 kvinnor och 11 779 män. Barn under 15 år utgör 22,0 %, vuxna 15-64 år 65 %, och äldre över 65 år 12,0 %.
Runt Jiazi är det tätbefolkat, med 319 invånare per kvadratkilometer. Närmaste större samhälle är Leiming, 19,1 km väster om Jiazi. I omgivningarna runt Jiazi växer huvudsakligen savannskog.
Genomsnittlig årsnederbörd är 2 115 millimeter. Den regnigaste månaden är september, med i genomsnitt 339 mm nederbörd, och den torraste är januari, med 25 mm nederbörd.